# Lie lie Lie (アルバム)
『Lie lie Lie』（ライ ライ ライ）は、東映配給映画『Lie lie Lie』のオリジナル・サウンドトラックである。日本の歌手BONNIE PINKのフィーチャリング・アルバムとして1997年9月19日発売。発売元はポニーキャニオン。CDコードはPCCR-00265。

## 概要
BONNIE PINKは以前より映画の主題歌の依頼を受けていたが、自身のオリジナルアルバム『Heaven's Kitchen』に収録されていた曲と映画の題名が偶然にも一緒だった。
エンディング・テーマの「たとえばの話」は、デモ・テイクだった曲を映画で使いたいとの依頼により、日本でレコーディングされた新曲である。BONNIE PINKの楽曲以外の挿入歌は吉俣良が作曲・アレンジを担当している。
CDケースは映画のフィルムを模した凝った造りになっている。

## 収録曲
1. Lie Lie Lie （4:00）
（作詞・作曲：Bonnie Pink、編曲：トーレ・ヨハンソン）
本編の主題歌。
2. Lie Lie Lie（Instrumental） （2:14）
（作曲：Bonnie Pink、編曲：吉俣良）
吉俣アレンジによるインストゥルメンタル曲
3. Silence （3:28）
（作詞・作曲：Bonnie Pink、編曲：トーレ・ヨハンソン）
4. Sweet Cheater （1:26）
（作曲・編曲：吉俣良）
5. Escape （2:31）
（作曲・編曲：吉俣良）
6. ペイシェンスワースのテーマ （4:14）
（作曲・編曲：吉俣良）
7. Melody （3:50）
（作詞・作曲：Bonnie Pink、編曲：トーレ・ヨハンソン）
8. たとえばの話（Instrumental） （2:56）
（作曲：Bonnie Pink、編曲 吉俣良）
吉俣アレンジによるインストゥルメンタル曲
9. Kiki （1:52）
（作曲・編曲：吉俣良）
10. Lie Lie Lie（DJ Tonk Naked Pink Mix） （5:27）
DJ Tonk Nakedによるリミックス・ヴァージョン
11. たとえばの話（Ambient Version） （2:10）
（作曲：Bonnie Pink、編曲：吉俣良）
吉俣アレンジによるインストゥルメンタル曲
12. たとえばの話 （4:22）
（作詞・作曲：Bonnie Pink、編曲：宮田繁男）
（録音：一口坂スタジオ,WonderStation,Burnish Stone,IRc2 Studio）
本編のエンディング・テーマ。

- - Bonnie Pinkのオリジナル楽曲：1, 3, 7, 12
  - 吉俣良の楽曲：4, 5, 6, 9